# Agustín Salvatierra
Agustín Salvatierra Concha (Peñaflor, 7 de diciembre de 1970) es un exjugador profesional de fútbol y director técnico chileno.

## Trayectoria

### Como jugador
Formado en Colo-Colo, estuvo en el conjunto albo desde 1987 hasta 1995. En el cacique consiguió nueve títulos, siete de cáracter nacional y dos de cáracter internacional. Durante su período en el club, Colo-Colo ganó la Copa Libertadores 1991, sin embargo, Salvatierra no fue inscrito en la competición debido a que iba a ser enviado a préstamo, cosa que finalmente no se concretó. Por ello, ese año solo jugó el torneo nacional. 
Tras salir de su club formador, se convirtió en jugador de Palestino, donde permaneció desde 1996 hasta el año 2000.  Luego, tuvo breves pasos por Tiburones Rojos de Veracruz y Deportes Puerto Montt. 
La última parte de su carrera la desarrolló en Asia, donde tuvo pasos por Perseden Denpasar de Indonesia y Bec Tero Sasana de Tailandia.

#### Como entrenador
Desde 2009 hasta el 2016 trabajó en las divisiones inferiores de Colo-Colo, para luego ser parte del cuerpo técnico de Pablo Guede hasta el año 2018, consiguiendo la Copa Chile 2016, la Supercopa 2017, el Transición 2017 y la Supercopa 2018. Fue técnico interino de Colo-Colo tras la salida de Guede, dirigiendo en la victoria por 2-0 ante Deportes Temuco.  Tras su interinato, volvió al fútbol formativo del cacique, siendo despedido en 2020. 
En 2024 se convirtió en nuevo técnico de Atlético Oriente, club que milita en la Tercera División B, quinta categoría del fútbol chileno. 

## Selección nacional
En 1996 fue nominado por Nelson Acosta para la selección absoluta, donde disputó un partido, ante Costa Rica, totalizando los 90 minutos del partido.

### Participaciones en eliminatorias a la Copa del Mundo
| Eliminatoria                 | Sede    | Resultado   | Posición | Partidos |
| ---------------------------- | ------- | ----------- | -------- | -------- |
| Clasificatorias Francia 1998 | Francia | Clasificado | 4.º      | 0        |

### Partidos internacionales
| 1     | 25 de agosto de 1996 | Estadio Edgardo Baltodano Briceño, Liberia, Costa Rica | Costa Rica | 1-1 | Chile |   |  | Nelson Acosta | Amistoso |
| Total | Total                | Total                                                  | Presencias | 1   | Goles | 0 |  |               |          |

| Selección chilena | Selección chilena | Selección chilena |
| Año               | Partidos          | Goles             |
| ----------------- | ----------------- | ----------------- |
| 1996              | 1                 | 0                 |
| Total             | 1                 | 0                 |

## Clubes

### Como futbolista
| Club                  | País      | Año       |
| --------------------- | --------- | --------- |
| Colo-Colo             | Chile     | 1987-1995 |
| Palestino             | Chile     | 1996-2000 |
| Veracruz              | México    | 2000-2001 |
| Deportes Puerto Montt | Chile     | 2001      |
| Perseden Denpasar     | Indonesia | 2002-2003 |
| Bec Tero Sasana       | Tailandia | 2004      |

### Como entrenador
| Club             | País  | Año       |
| ---------------- | ----- | --------- |
| Colo-Colo        | Chile | 2018      |
| Atlético Oriente | Chile | 2024-Act. |

| 1. |

## Palmarés

### Campeonatos nacionales
| Título           | Club      | País  | Año  |
| ---------------- | --------- | ----- | ---- |
| Copa Chile       | Colo-Colo | Chile | 1988 |
| Copa Chile       | Colo-Colo | Chile | 1989 |
| Primera División | Colo-Colo | Chile | 1989 |
| Copa Chile       | Colo-Colo | Chile | 1990 |
| Primera División | Colo-Colo | Chile | 1990 |
| Primera División | Colo-Colo | Chile | 1991 |
| Primera División | Colo-Colo | Chile | 1993 |
| Copa Chile       | Colo-Colo | Chile | 1994 |

### Campeonatos internacionales
| Título              | Club      | País  | Año  |
| ------------------- | --------- | ----- | ---- |
| Recopa Sudamericana | Colo-Colo | Chile | 1992 |
| Copa Interamericana | Colo-Colo | Chile | 1992 |